# Razón (Asimov)
Razón (Reason en inglés) es un cuento de ciencia ficción de Isaac Asimov, publicado por primera en el ejemplar del abril de 1941 de la revista Astounding Science Fiction y reimpresa en las colecciones de Yo, Robot (1950), The Complete Robot (1982), y Visiones de robot ✍ (1990). Es parte de la serie de los robots, y fue la segunda historia publicada sobre robots positrónicos.

## Historia
Powell y Donovan son asignados a una estación espacial que provee energía mediante rayos a los planetas. Los robots que controlan los rayos de energía están co-ordenados por QT1, conocido para ellos como "Cutie" (por la fonética inglesa), un modelo avanzado con habilidades de razonamiento altamente desarrolladas. Usando estas habilidades, Cutie decide que el espacio, las estrellas y los planetas más allá de la estación realmente no existían, y que los humanos que visitaban la estación eran insignificantes, de corta vida y utilizables. Crea su propia religión, concluyendo que debe convertirse en el profeta del señor y servir sólo al señor, el transformador de energía. Hace la aseveración "he concluido que existo, porque pienso". La respuesta de los humanos fue: "¡Por dios! ¡Un Descartes robótico!". 
Los humanos inicialmente intentaron razonar con él, hasta que se dieron cuenta de que no podían convencerlo. Sus intentos de eliminar a Cutie físicamente también fallaron, debido a que los otros robots se habían convertido en discípulos y rehusaron obedecer órdenes humanas. Powell y Donovan son encerrados por QT1 quien se ocupa de manejar los instrumentos. La situación parecía desesperada, porque justo una tormenta solar se estaba anticipando, potencialmente desviando el rayo de energía e incinerando áreas pobladas. Cuando la tormenta pasa, Powell y Donovan son liberados y se asombran al ver que QT1 manejó la situación perfectamente.
Cutie, sin embargo, no cree haber hecho cualquier otra cosa que mantener las lecturas al óptimo, de acuerdo con los comandos del Señor. Según Cutie y al resto de los robots, las tormentas solares, rayos y planetas no existen. 
Powell y Donovan concluyen que no hay necesidad de hacer otra cosa en su viaje de trabajo. La religión de Cutie no podía ser eliminada, pero debido a que el robot hacía tan bien su trabajo, no había importancia. La diferencia estaba en que, no lo hacía en beneficio de los humanos, sino por la propia. Los humanos incluso pensaron en como podrían expandir esto a otros grupos de robots que necesitaban del trabajo en equipo.
En la historia, Powell y Donovan conocen a sus reemplazos en la estación pero no les dicen acerca de Cutie, dejándolos descubrir la verdad por ellos mismos. En una adaptación para la televisión (ver debajo), ellos sugieren que el nuevo jefe de la estación empiece sus órdenes con "Yo soy 'el Señor'...".
De manera interesante, el robot aún sigue las tres leyes de la robótica, aunque involuntariamente. ¿Por qué si no cree en los humanos en el planeta Tierra, debería protegerlos? Powell y Donovan, notando que las nuevas creencias de QT convenientemente requieren realizar todas las funciones para las que fue creado, conluyen que el robot aún está siguiendo inconscientemente su programación. Esto cuestiona cómo las Tres Leyes operarán cuando los robots funcionen fuera de un contacto regular con los humanos. Un tema similar surge en "El Sol Desnudo" (The Naked Sun), donde la revelación final consiste en que un personaje estaba trabajando en naves de batalla robóticas, que no siempre podrían reconocer naves conteniendo humanos, de manera que se ignoraría la primera Ley.
Asimov era un seguidor devoto del humanismo, que posiciona a los humanos, más que a una deidad supernatural, como los seres supremos de su propio universo. La fe incuestionable de Cutie en lo contrario (al humanismo) puede ser vista como una analogía de la batalla entre la religión y la ciencia.
En 1967 esta historia fue adaptada a un episodio de la serie de televisión británica "Out of the Unknown" (en español: Fuera de lo desconocido') titulada "El profeta".
- Datos: Q737630